# Achille Varzi
Achille Varzi (Galliate, Novara, 8 de agosto de 1904-Berna, Suiza, 1 de julio de 1948) fue un piloto italiano de automovilismo. Destacó en la era de los Grandes Premios en la década del 30, y tras la Segunda Guerra Mundial, hasta su muerte.

## Biografía

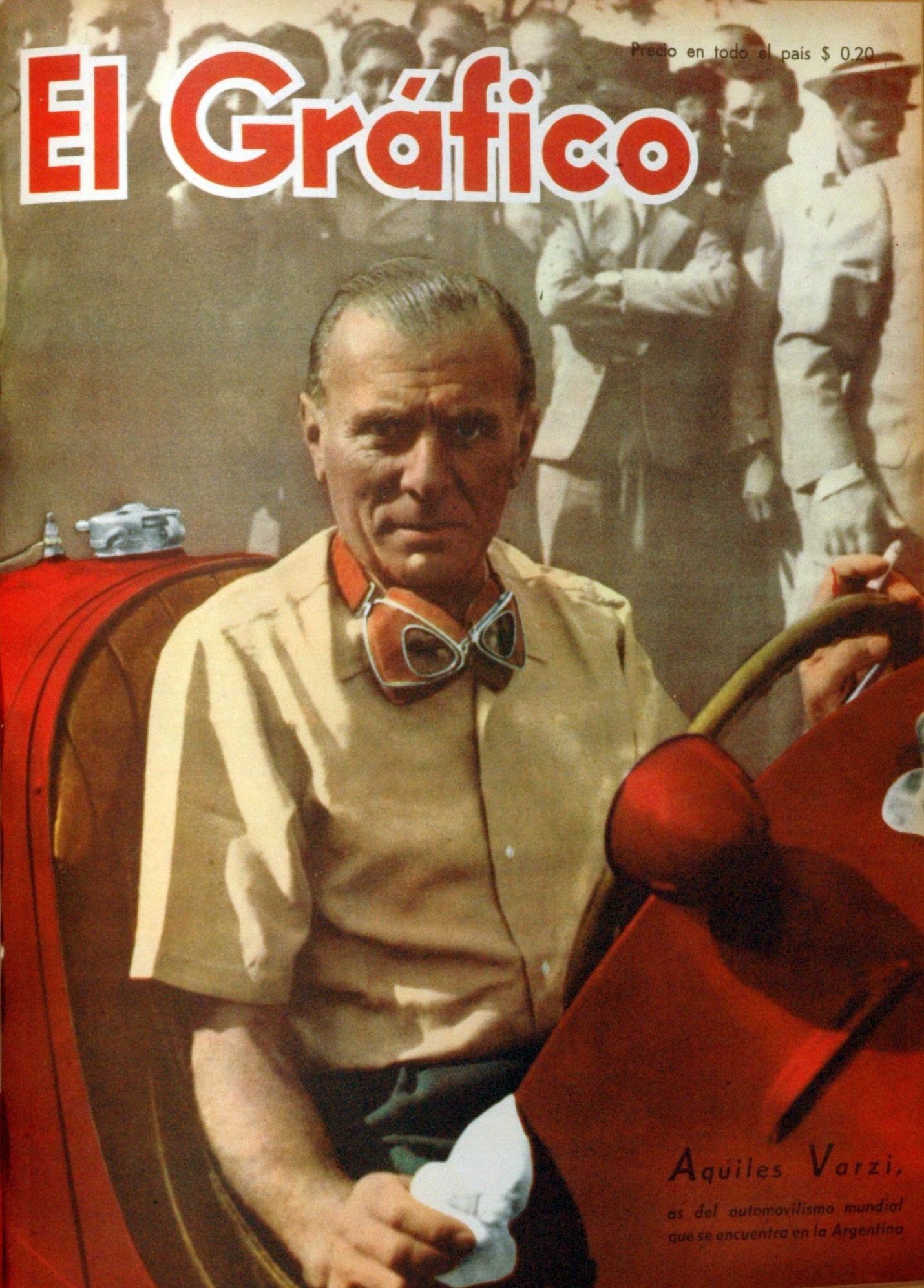
Varzi en 1947

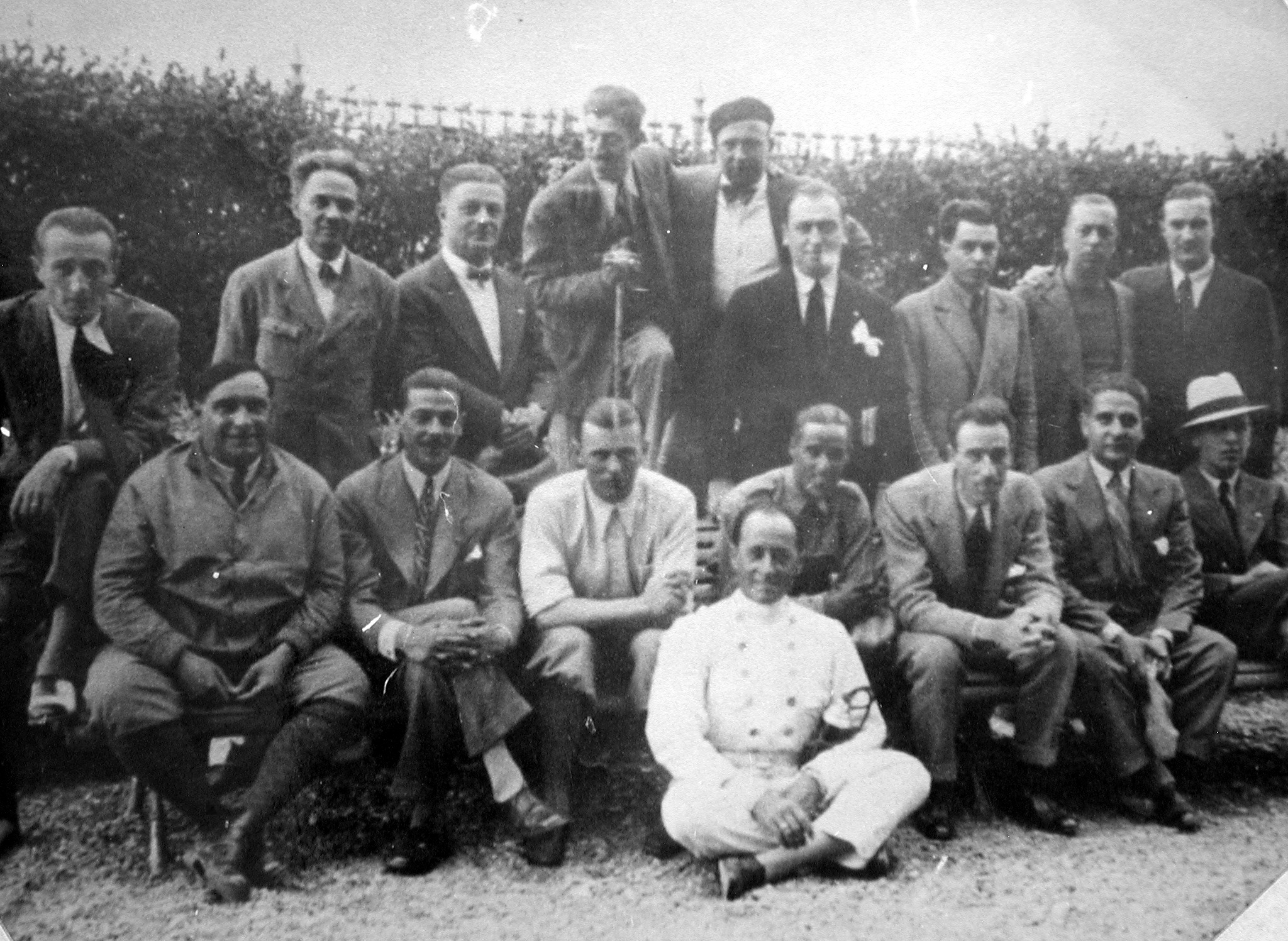
Conductores del equipo Alfa Romeo. Achille Varzi es el 3.º sentando por la izquierda

Varzi nació en Galliate, provincia de Novara (Piamonte). Su padre era fabricante textil. En su juventud fue un exitoso piloto motociclista, corriendo para las marcas Garelli, DOT, Moto Guzzi y Sunbeam. Disputó en siete ocasiones el Tourist Trophy en la Isla de Man, antes de pasarse a la competición automovilística en 1928. A lo largo de los diez años siguientes, sería uno de los más destacados rivales de Tazio Nuvolari, Rudolf Caracciola y Bernd Rosemeyer.
El primer coche de carreras de Varzi fue un Bugatti Type 35, pero al poco tiempo pasó a conducir un Alfa Romeo, una marca con la que se apuntó muchas victorias durante la sesión de carreras de 1929 en Italia. En 1930 adquirió un vehículo del relativamente nuevo constructor Maserati. Lo condujo en el seno del equipo Alfa Romeo, ganando el campeonato de su país, una hazaña que repitió en 1934. Una de sus victorias más importantes la logró en la prestigiosa carrera Targa Florio, donde batió a Louis Chiron, que partía como favorito. Tras su triunfo de 1933 en el Gran Premio de Trípoli, una carrera por entonces asociada con una lotería, Varzi tuvo que hacer frente a las acusaciones de que la carrera había sido amañada.
Ganó 6 Grandes Premios en 1934 conduciendo un Alfa Romeo P3: en Alessandria, Trípoli, Targa Florio, Penya Rhin en Barcelona, Coppa Ciano y Niza. También se convirtió en el primer piloto en la historia en lograr la victoria en la Targa Florio y en las Mille Miglia en la misma temporada.
A pesar de que el equipo Alfa Romeo había probado ser competitivo bajo la dirección de Enzo Ferrari, Varzi decidió unirse al equipo Auto Union, corriendo para la escudería alemana entre 1935 y 1937. Este movimiento coincidió con serios problemas personales de Varzi, incluyendo su adicción a la morfina y un complicado romance con Ilse Pietsch (Engel/Hubitsch/Feininger), la mujer de su amigo el también piloto Paul Pietsch. Muy pronto fue superado por su compañero de equipo Bernd Rosemeyer, y sus subidas al pódium de los vencedores se redujeron a tan solo cuatro, aunque fue capaz de ganar su tercer Gran Premio de Trípoli en su tercer vehículo diferente. Hacia 1938 había desaparecido de la escena, y el advenimiento de la Segunda Guerra Mundial acabó con las carreras en Europa. Durante la guerra, Varzi venció su drogadicción y sentó la cabeza con su nueva mujer, Norma Colombo. Al final de la Guerra, Varzi hizo un retorno notable, a pesar de contar con 42 años de edad. En 1946 intentó correr con un Maserati las 500 Millas de Indianápolis, pero no pudo calificarse. En 1947 ganó tres carreras menores de Gran Premio y viajó a Argentina para correr en el Gran Premio de Buenos Aires.

## Muerte
Durante los ensayos de preparación para el Gran Premio de Suiza de 1948, cayó una lluvia ligera sobre la pista de Bremgarten. El Alfa Romeo 158 de Varzi derrapó sobre la superficie mojada, haciendo volcar al coche que aplastó al piloto, causándole la muerte.
Fue sepultado en su natal Galliate.

## Logros principales
En 1991, el periodista del motor Giorgio Terruzzi narró la historia de Varzi en un libro titulado "Una curva cieca - Vita di Achille Varzi". Durante su carrera, compitió en 139 carreras, ganando 33. Algunas de sus victorias más importantes incluyen:
- Avusrennen 1933
- Coppa Acerbo 1930, 1935
- Coppa Ciano 1929, 1934
- Gran Premio de Francia 1931
- Gran Premio de Monza 1929, 1930
- Gran Premio de Niza 1934
- Gran Premio del Valentino 1946
- Mille Miglia 1934
- Gran Premio de Mónaco 1933
- Gran Premio de Penya Rhin 1934
- Targa Florio 1930, 1934
- Gran Premio de San Remo 1937
- Gran Premio de España 1930
- Gran Premio de Trípoli 1933, 1934, 1936
- Gran Premio de Túnez, 1931, 1932
- Gran Premio de Turín 1946

## Legado
A resultas de la muerte de Varzi, la FIA hizo obligatorio el uso de cascos de seguridad para correr, lo que había sido opcional anteriormente. Un equipo de Fórmula 1 corrió algunas carreras en 1950 como Scuderia Achille Varzi. El equipo estuvo equipado con vehículos Maserati 4CL y 4CLT, conducidos por José Froilán González, Antonio Branca, Alfredo Pián y Nello Pagani.
El 5 de junio de 2004 Poste Italiane emitió un sello postal que conmemora a Achille Varzi.
Achille C. Varzi, pariente del piloto, es Profesor de Filosofía en la Universidad de Columbia.

## Resultados

### Grandes Épreuves
(Clave) (negrita indica pole position) (cursiva indica vuelta rápida)

| Año     | Equipo           | 1     | 2       | 3       | 4       | 5       | 6     |
| ------- | ---------------- | ----- | ------- | ------- | ------- | ------- | ----- |
| 1933    | Ettore Bugatti   | MON 1 | FRA     | BEL 2   | ITA Ret | ESP 4   |       |
| 1934    | Scuderia Ferrari | MON 6 | FRA 2   | BEL Ret | BEL Ret | ITA Ret | ESP 5 |
| 1947    | Alfa Corse       | SUI 2 | BEL 2   | ITA 4   | FRA     |         |       |
| 1948    | Alfa Corse       | MON   | SUI DNS | FRA     | ITA     | GBR     |       |
| Fuente: |                  |       |         |         |         |         |       |

#### Campeonato Europeo de Pilotos
(Clave) (negrita indica pole position) (cursiva indica vuelta rápida)
| Año     | Equipo         | 1       | 2       | 3       | 4       | 5     | 6       | 7       | Pos.  | Pts. |
| ------- | -------------- | ------- | ------- | ------- | ------- | ----- | ------- | ------- | ----- | ---- |
| 1931    | Usines Bugatti | ITA Ret | FRA 1   | BEL Ret |         |       |         |         | 4.º=  | 12   |
| 1932    | Ettore Bugatti | ITA Ret | FRA Ret | GER     |         |       |         |         | 16.º= | 21   |
| 1935    | Auto Union     | MON     | FRA 5   | BEL     | GER 8   | SUI 4 | ITA Ret | ESP Ret | 8.º   | 27   |
| 1936    | Auto Union     | MON 2   | GER     | SUI 2   | ITA Ret |       |         |         | 4.º   | 19   |
| 1937    | Auto Union     | BEL     | GER     | MON     | SUI     | ITA 6 |         |         | 20.º= | 36   |
| Fuente: |                |         |         |         |         |       |         |         |       |      |